# کارلوس تاوارز
کارلوس تاوارز (به انگلیسی: Carlos Tavares) (زاده ۱۴ اوت ۱۹۵۸) کارآفرین، بازرگان و مدیر ارشد اجرایی پرتغالی است، که اکنون به‌عنوان مدیر عامل اجرایی استلانتیس فعالیت می‌کند.